# Цитоскелет
Цитоскелетът е вътрешната опора или още „скелетът“ на клетката. Изграден е от белтъчни нишки. Характерен е за еукариотната клетка, но последните изследвания доказват, че цитоскелет се съдържа и в прокариотната клетка. Това е динамична структура, която поддържа формата на клетката, има роля в клетъчната защита, във 
вътреклетъчния транспорт (например на везикули и органели), отговаря за някои клетъчни движения и участва в клетъчното делене.

## Еукариотен цитоскелет
Цитоскелетът е съставен от три основни структури – микротубули, микрофиламенти и интермедиерни филаменти. Освен че изпълнява опорна функция, цитоскелетът пренася различни клетъчни органели и вещества на различни места в клетката.
Самосглобяването и разпадането на протеидните комплекси, съставящи цитоскелета, осигуряват извършването на неговите функции.

### Актинови филаменти/микрофиламенти
В диаметър актиновите филаменти са 7 nm и са съставени от две преплетени актинови вериги. Микрофиламентите са най-концентрирани под клетъчната мембрана и са отговорни за определянето на формата на клетката, като могат да формират цитоплазмени „образувания“ или лъжливи крачка (като псевдоподите и микровилите, но с по-различен механизъм на действие). Микрофиламентите могат да участват в някои контакти между отделни клетки или между клетка и матрикс. Тези филаменти са съществени и за клетъчната сигнализация (трансдукция). Те формират и делителната бразда при цитокенезата след извършена митоза. Взаимодействието между актин и миозин помага за цитоплазмените движения.

### Интермедиерни филаменти
В диаметър тези филаменти са от 8 до 12 nm и са по-здраво свързани, отколкото актиновите микрофиламенти. Подобно на предните, и тези участват в поддържането на клетъчната форма чрез разтягане на цитоплазмата. Интермедиерните филаменти организират триизмерната форма на клетката, поддържат органелите в едно положение и служат като структурен компонент на ядрената ламина и на саркомерите. Също така участват и в някои клетъчни контакти.
Различават се няколко вида интермедиерни филаменти
- съставени от виментин – помагат за поддържането на структурата на клетката;
- съставени от кератин – откриват се в кожните клетки, косата и ноктите;
- неврофиламенти – в нервните клетки;
- съставени от ламин – срещат се в ядрената обвивка на клетката.

### Микротубули
Микротубулите са кухи и цилиндрични, с диаметър около 25 nm (15 nm е луменът). Обикновено са съставени от 13 протофиламента, които са полимери от редуващи се алфа- и бета-тубулин. Имат много динамично поведение и използват ГТФ за полимеризация. Обикновено се организират в центрозома.
Микротубулите формират центриолите, като се групират в девет тройки (с форма на звезда). Девет двойки плюс две допълнителни микротубули образуват ресничките и камшичетата. Това подреждане е познато като 9+2, където всеки две микротубули са свързани посредством белтъка динейн (наричат се още „динейнови ръчички“). Ресничките и камшичетата са компоненти на клетката и са съставени от микротубули, следователно могат да се разглеждат и като част от цитоскелета на клетката.
Микротубулите играят важна роля във
- вътреклетъчния транспорт (транспорт на везикули, преместане на органели);
- изграждане на аксонемата на ресничките и камшичетата;
- образуване на делителното вретено по време на митоза;
- образуване на клетъчните стени при растителните клетки.

### Сравнение
| Тип                     | Диаметър (nm) | Структура                                             | Градивни частици                                                                                              |
| ----------------------- | ------------- | ----------------------------------------------------- | --- |
| Микрофиламенти          | 7             | двойна спирала                                        | актин |
| Интермедиерни филаменти | 8 – 12        | две паралелни спирали/димери, образуване на тетрамери | - виметин (мезенхим) - неврофиламенти (нервни израстъци) - кератин (епителни клетки) - ламини (ядрена ламина) |
| Микротубули             | 25            | протофиламенти, съставени от белтъка тубулин          | α- и β-тубулин                                                                                                |